# Шаяхметов, Багдат Мухаметович
Багдат Мухаметович Шаяхметов (17 ноября 1946, с. Камышинка, Курчумский район, Восточно-Казахстанская область, Казахская ССР — 16 августа 2013, Усть-Каменогорск, Казахстан) — казахстанский хозяйственный деятель, президент ОАО «Усть-Каменогорский титано-магниевый комбинат», Герой Труда Казахстана (2009).

## Биография
В 1969 г. окончил Казахский политехнический институт по специальности «инженер-металлург». Кандидат технических наук. Прошел трудовой путь от рабочего 5 разряда, мастера, начальника цеха, заместителя директора, главного инженера — до директора комбината.
- 1990—1993 гг. — директор Усть-Каменогорского титано-магниевого комбината,
- 1993—1995 гг. — президента государственной холдинговой компании «УКТМК-Холдинг» — директор открытого акционерного общества «УКТМК»,
- 1995—1996 гг. — президент ОАО «Усть-Каменогорский титано-магниевый комбинат»,
- 1996—1998 гг. — президент Национальной атомной компании «Казатомпром», одновременно — президент открытого акционерного общества «УКТМК».

С марта 1998 г. — президент ОАО «УКТМК». Создал новейшие технологические переделы по добыче, обогащению сырья, получению титановых шлаков, производство титановых слитков и сплавов. Инициировал строительство нового передела по производству титановых слябов. Реализовал многие социальные проекты.
С 2002 г. член Национального совета при Президенте Казахстана.

## Награды и звания
- Герой Труда Казахстана (2009)
- Орден Отан (2002)[1]
- Орден Знак Почёта (1986)
- Лауреат Государственной премии Республики Казахстан (2002)
- Нагрудные знаки «Енбек данкы» 1, 2, 3 степеней
- Нагрудный знак «За заслуги в развитии инженерного дела в Республике Казахстан» (2000)
- Нагрудный знак Заслуженный работник культуры Казахской ССР (1986)
- Почётный гражданин Усть-Каменогорска.